# エクストラポリス・メガ
エクストラポリス・メガ は、南アフリカ旅客鉄道公社 (PRASA) の直流通勤形電車。
製造は南ア資本と仏アルストム社との合弁企業であるギベラ(Gibela)によって行われ、大都市近郊のメトロレール各線にて営業運行が行われている。アルストムのエクストラポリス(英語版)シリーズの一形式である。

## 概要
2013年10月、アルストムと南アフリカ旅客鉄道公社は、南ア国内での生産も含めた6000両の購入契約を、510億ランド（5100億円）で締結した。そのほとんどは、ギベラ社によって建設された国内の新工場で、10年をかけて生産する計画。2016年12月には、最初の編成の試運転が開始され、2017年5月には13編成がプレトリアを中心に営業運転を開始した。 投入以前より使用されている5M2型などには1950年代製造のものも数多く残っており、エクストラポリス・メガはそれら既存車両の大半を置き換えることになる。